# Kouros d'Apollonas
Le kouros d'Apollonas, également appelé Colosse de Dionysos, est une statue inachevée de 10,7 mètres de haut en marbre gris clair de Naxos et pesant environ 80 tonnes. Il est situé dans une ancienne carrière près d'Apóllonas (Naxos), une petite ville dans la partie nord de Naxos, l'une des îles des Cyclades dans la mer Égée. La statue est un kouros datant de la période archaïque de la Grèce antique, vers le tournant des VIIe et VIe siècles av. J.-C.

## Appellation
La statue était autrefois considérée comme une statue d'Apollon car elle était située près de la ville d'Apollonas. 
Cristoforo Buondelmonti l'a dénommée « statue Apollonis » au XVe siècle en raison de la proximité du sanctuaire d'Apollon. 
Ludwig Ross l'a désignée être une statue d'Apollon en 1840. 
Ce nom est demeuré longtemps, bien que Wilhelm von Massow (de) ait identifié la statue comme étant celle de Dionysos en 1932. 
Aujourd'hui, elle est classée comme étant un kouros.

## Description
La figure est grossièrement sculptée, mais le corps, la tête avec la barbe et les oreilles et le début des cheveux sont à peu près reconnaissables. Les bras ont été taillés par les tailleurs de pierre en rectangles rudimentaires et le façonnage des pieds a été commencé ; ils sont situés sur un socle de 50 cm de hauteur. Le kouros inachevé se trouve sur une pente rocheuse accidentée. Il est impossible de déterminer dans quelle mesure les fissures dans le kouros sont contemporaines de sa construction. Les fissures sont déjà visibles dans une esquisse de 1835 de Schaubert pour une eau-forte sur cuivre.

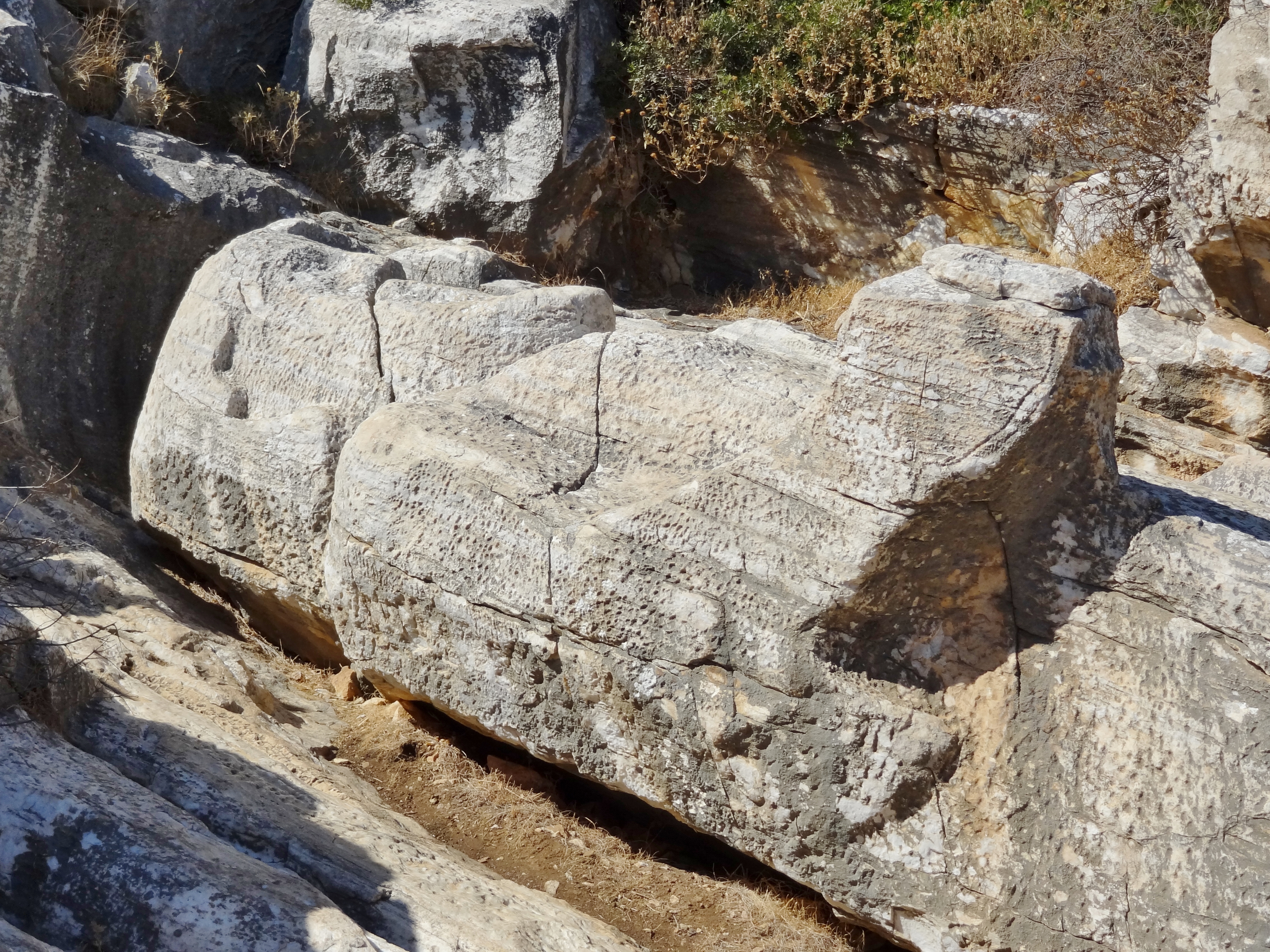
Tête du Kouros

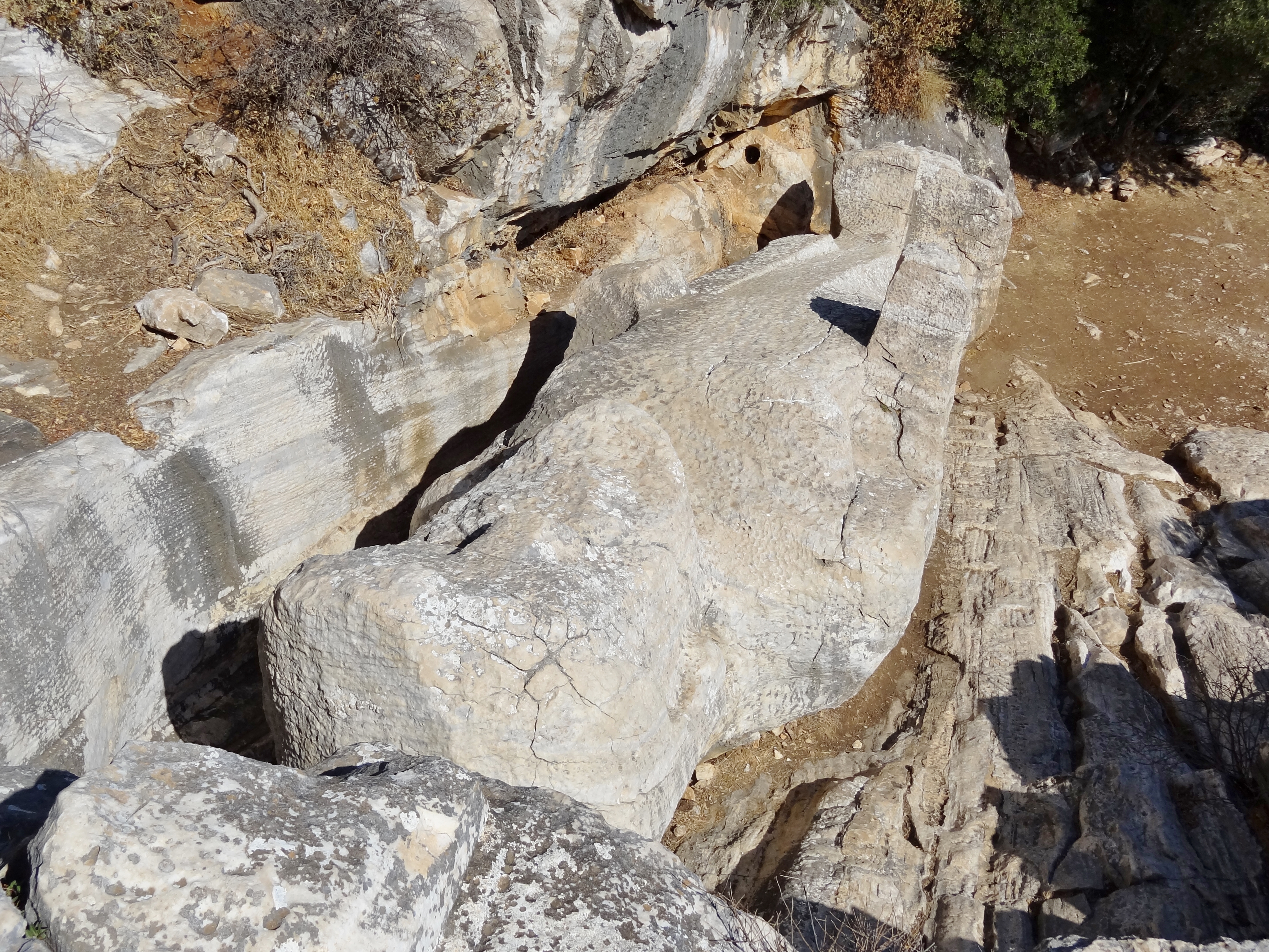
Vue depuis la tête de ligne

## Contexte
Dans la plupart des cas, les statues de kouros représentent des jeunes hommes nus, les bras le long du corps. Il est clair cependant que le Kouros d'Apollonas devait être une représentation d'un homme âgé avec une barbe et que son bras droit aurait été étendu devant lui.
Les kouroi archaïques ont généralement été interprétés comme des représentations d'Apollon. En raison de sa barbe, le Kouros d'Apollonas a plutôt été interprété comme le dieu grec Dionysos.  
Deux autres kouroi inachevés, grandeur nature, détachés de leur carrière mais avec leurs pieds cassés, les kouroi de Flerio, sont situés à Melanés sur Naxos dans un jardin de village. L'un d'eux aurait été un kouros plus haut et l'autre un kouros plus bas, c'est-à-dire que l'un aurait atteint 5,5 mètres de haut sans socle et l'autre aurait atteint la même hauteur avec un socle. De la même carrière de marbre de Melanés provient le Colosse des Naxiens, d'environ 9 mètres de haut et pesant 25 tonnes, qui a été achevé et installé sur l'île de Délos mais qui est maintenant en fragments.
Il existe également deux petits kouroi inachevés à Naxos. L'un d'eux se trouvait dans la carrière d'Apollonas jusqu'à ce que Ludwig Ross le transfère au Musée d'Athènes en 1834. L'autre provient de Flerio et se trouve au Musée de Naxos sur une terrasse.

## Création
Selon Carl Blümel (en), sculpteur et directeur du musée de Pergame, l'exploitation des carrières grecques à l'époque était similaire à la pratique égyptienne. La forme brute de la statue a été sculptée. Les sculpteurs ont su notamment travailler les flancs. Ils ont travaillé couche par couche, créant des zones de contours plats. Ainsi, les sculpteurs n'ont jamais travaillé sur une jambe, un bras ou une tête individuellement, mais toujours sur la sculpture dans son ensemble et ainsi la statue entière était au même stade d'achèvement à chaque instant. Ce n'est qu'après la création du contour grossier que la statue a été arrondie. Tout cela est clairement démontré par le Kouros d'Apollonas.
Les sculpteurs ont utilisé des ciseaux en bronze, qui ont laissé de nombreux trous dans la sculpture, qui étaient probablement aussi le résultat de l'utilisation de pioches et de marteaux et auraient été lissés au cours du travail par l'utilisation de ciseaux plus fins et de coups plus doux. En brisant les grains de cristal du marbre, cette œuvre a créé une surface lisse lors des étapes de finition.

## Carrière

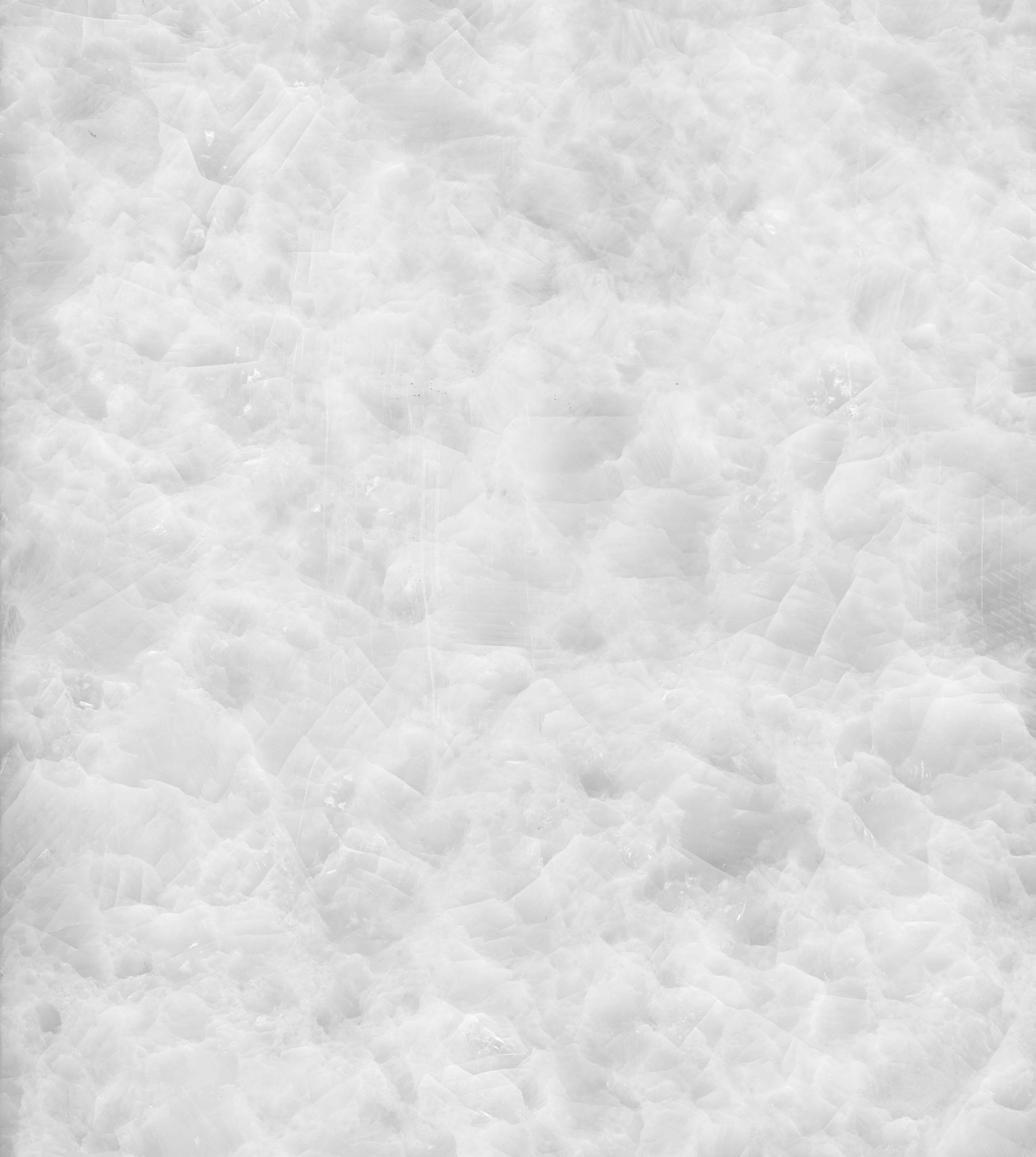
Motif du marbre naxien à gros grains, gris clair à bleu, de type « Alexandre » de

Le Kouros d'Apollonas est situé dans une ancienne carrière de marbre qui est l'une des plus anciennes carrières de Grèce. Il se trouve non loin d'Apollonas sur une route non goudronnée au-dessus du village. Il s'agit d'une carrière de surface typique, du type de celles dans lesquelles les objets en pierre étaient taillés directement dans la paroi de la falaise ou dans la surface du sol.

## Transport
La statue, dont le poids est estimé à environ 80 tonnes, a été détachée de la pierre sur trois côtés, mais elle n'est pas terminée. Au dos du Kouros, il on remarque des trous de clé d'une largeur de 5 à 8 cm de large, espacés  d'intervalles de 32 à 37 cm. Au centre, entre l'arrière du kouros et la pierre se trouve un trou rectangulaire d'une largeur de 40 cm, pour l'insertion d'une poutre de levage en bois. Ces évidements sont situés aux principaux points de levage des monolithes grecs. Cette ancienne technique d'extraction peut être détectée par des traces à de nombreux endroits de la carrière, car elle n'a pas été utilisée à des époques ultérieures. La statue est orientée nord-sud sur une inclinaison d'environ 30°. Du côté est, c'était 19 cm au-dessus du niveau du sol et environ 32 cm en dessous, du côté nord. 
Les sculpteurs n'ont pas avancé dans leurs projets de transport de ce kouros, car aucun itinéraire pour le transport ultérieur de la statue n'a jamais été tracé dans la pierre. En raison de sa taille et de son poids, la statue est restée inachevée dans la carrière. D'autres raisons pour lesquelles la statue reste inachevée sont mentionnées dans les guides touristiques et les sites Internet. Ceux-ci ne peuvent pas être démontrés. On prétend qu'il a été réalisé tardivement au cours du processus de production que la statue présentait plusieurs fissures, ou bien on suppose que les anciens sculpteurs pensaient qu'elle pourrait se briser pendant le processus de découpe du sol, ou bien que la sculpture n'a pas été payée. L'opinion de l'archéologue Gottfried Gruben selon laquelle le monolithe était trop lourd pour être transporté est incontestée dans les travaux universitaires.